# Saltfäbroms
Saltfäbroms (Hybomitra expollicata) är en tvåvingeart som först beskrevs av Pandelle 1883.  Saltfäbroms ingår i släktet Hybomitra och familjen bromsar. Enligt den svenska rödlistan är arten sårbar i Sverige. Arten förekommer i Götaland och Öland. Artens livsmiljö är havsstränder, våtmarker, jordbrukslandskap, sjöar och vattendrag. Inga underarter finns listade i Catalogue of Life.